# Ministério da Educação, Cultura e Desporto (Espanha)
O Ministério da Educação, Cultura e Desporto de Espanha (em castelhano:  Ministerio de Educación, Cultura y Deporte) foi o departamento ministerial responsável pela educação, cultura e desporto no país.

## História
O Ministério da Educação, Cultura e Desporto foi criado em 1900, sob o nome de Ministério da Instrução Pública e Belas Artes (Ministerio de Instrucción Pública y Bellas Artes). Toda referência à política cultural desapareceu em 1938, com o advento do franquismo em Espanha. Em 1977, com a formação do primeiro governo democraticamente eleito, é criado o Ministério da Educação e Ciência (Ministerio de Educación y Ciencia) e o Ministério da Cultura e Bem-Estar (Ministerio de Cultura y Bienestar), sendo que este último, rapidamente foi rebaptizado como Ministério da Cultura (Ministerio de Cultura).
Com a chegada ao poder do Partido Popular (PP) de José María Aznar em 1996, ambos departamentos reúnem-se novamente e, em seguida, formam o Ministério da Educação e Cultura (Ministerio de Educación y Cultura), que passa a ser o Ministério da Educação, Cultura e Desporto (Ministerio de Educación, Cultura y Deporte), após as eleições gerais de 2000.
O ministério acaba sendo dividido em dois, após as eleições gerais de 2004, marcadas pela vitória do Partido Socialista Operário Espanhol (PSOE) de José Luis Rodríguez Zapatero, entre o Ministério da Educação e Ciência e o Ministério da Cultura. Com o retorno ao poder do Partido Popular em 2011, o ministério único é reconstituído.
Após a Moção de censura ao governo de Mariano Rajoy de 2018 e a formação do novo Governo de Pedro Sánchez, em junho de 2018, o ministério foi dividido em três, dele sendo criados os Ministérios de Ministério da Educação e Formação Profissional, Cultura e Desporto e Ciência, Inovação e Universidades.

## Missões

### Funções
O Ministério da Educação, Cultura e Desporto foi o departamento da Administração Geral do Estado responsável pela proposta e execução da política governamental na educação, da formação profissional, das universidades, e dos desportos, bem como a promoção, proteção, difusão do Património Histórico Espanhol, dos museus estatais, das artes, da literatura, da criação, dos meios literários, das atividades cinematográficas e audiovisuais, do património literário do Estado, da cultura em língua castelhana, do impulso das ações de cooperação cultural, e de coordenação, com o Ministério de Assuntos Exteriores e de Cooperação, as relações internacionais no domínio da cultura.

### Estrutura orgânica
O Ministério da Educação, Cultura e Desporto, sob a alta administração do chefe do departamento, desenvolveu as funções que correspondiam legalmente, através dos seguintes órgãos de decisão e gestores:
- Secretaria de Estado da Educação, Formação Profissional e Universidades.
- Secretaria de Estado da Cultura.
- Subsecretaria da Educação, Cultura e Desporto.

O Conselho Superior do Desporto foi uma agência governamental adscrita ao Ministério da Educação, Cultura e Desporto, e seu presidente possuia o posto de secretário de Estado.
Como órgão de apoio político e técnico, ao ministro havia um gabinete, com nível profissional de direção-geral.
Os seguintes órgãos colegiados de aconselhamento participaram do Ministério da Educação, Cultura e Desporto:
- Conselho Escolar do Estado, que se relaciona com o Ministério através da Secretaria de Estado da Educação, Formação Profissional e Universidades.
- Conselho das Universidades, que se relaciona com o Ministério através da Secretaria-Geral de Universidades.
- Conselho dos Estudantes Universitários do Estado, que se relaciona com o Ministério através da Secretaria-Geral de Universidades.

O Instituto de Espanha, as Reais Academias, e academias de âmbito nacional, se relacionavam administrativamente com o Ministério da Educação, Cultura e Desporto.

### Afiliação dos organismos públicos
Afiliavam-se ao Ministério da Educação, Cultura e Desporto, os seguintes organismos autónomos:
- O Ministro da Educação, Cultura e Desporto detinha a presidência desses organismos autónomos, que afiliaram-se ao Ministério através da Secretaria de Estado da Cultura:
  - Biblioteca Nacional de Espanha.
  - Instituto Nacional das Artes Cénicas e da Música.
  - Instituto da Cinematografia e das Artes Audiovisuais.
- O Organismo Autónomo de Programas Educativos Europeus afiliou-se ao Ministério através da Secretaria-Geral de Universidades.
- O organismo autónomo, Gestão de Infra-Estruturas e Equipamentos, afiliou-se ao Ministério através da Secretaria de Estado da Cultura, cujo titular mantém sua presidência.

O Museu do Prado e o Museu Nacional Centro de Arte Reina Sofia, regidos por legislação própria, afiliaram-se ao Ministério da Educação, Cultura e Desporto através da Secretaria de Estado da Cultura. O Ministro da Educação, Cultura e Desporto detinha a presidência desses organismos.
A Agência Estatal Antidopagem afiliou-se ao Ministério da Educação, Cultura e Desporto através do Conselho Superior do Desporto.

## Titulares
| Nome | Nome                 | Data do mandato        | Data do mandato       | Partido | Governo(s) |
| --- | -------------------- | ---------------------- | --------------------- | ------- | ---------- |
| | Esperanza Aguirre    | 6 de maio de 1996      | 19 de janeiro de 1999 | PP      | Aznar I    |
| | Mariano Rajoy        | 19 de janeiro de 1999  | 12 de março de 2000   | PP      | Aznar II   |
| | Pilar del Castillo   | 28 de abril de 2000    | 14 de março de 2004   | Nenhum  | Aznar III  |
| Ministério da Educação e Ministério da Cultura (18 de abril de 2004 - 22 de dezembro de 2011)                                              |                      |                        |                       |         |            |
| | José Ignacio Wert    | 22 de dezembro de 2011 | 26 de junho de 2015   | Nenhum  | Rajoy      |
| | Íñigo Méndez de Vigo | 26 de junho de 2015    | 1 de junho de 2018    | PP      | Rajoy      |
| No intervalo entre dois mandatos, o ministro cessante assume temporariamente Títulos: - 2000-2004; Após 2011: Educação, Cultura e Desporto |                      |                        |                       |         |            |